# Моргунов Ігор Миколайович
Ігор Миколайович Моргунов (20 жовтня 1913, Маріуполь — 1991) — радянський та український епідеміолог, доктор медичних наук, професор.

## Біографія
Народився 20 жовтня 1913 в Маріуполі в родині лікаря. Після закінчення в 1936 році Дніпропетровського медичного інституту працював науковим співробітником епідеміологічного відділу в Дніпропетровському санітарно-бактеріологічному інституті.
У роки радянсько-німецької війни був направлений Наркомздоров'я СРСР в Іркутський інститут епідеміології і мікробіології, де завідував епідеміологічним, а потім мікробіологічним відділом. В цьому інституті він організував лабораторію раньових інфекцій, в якій проводились наукові дослідження, а також готувались правцева і гангренозна сироватки для фронтових і тилових госпіталів.
У 1944 році повернувся до Дніпропетровського науково-дослідного інституту епідеміології і мікробіології, працював в ньому заступником директора з виробництва бактеріальних препаратів, заступником директора з наукової роботи.
У 1949 році перейшов на роботу в Київський НДІ епідеміології і мікробіології, де очолив імунологічну лабораторію. Одночасно протягом декількох років працював головним епідеміологом МОЗ УРСР. У 1959 році захистив докторську дисертацію.
У 1962 році обраний на посаду завідувача кафедри епідеміології Київського медичного інституту, де працював до 1987 року, а потім перейшов на посаду професора кафедри.
Помер у 1991 році.

## Наукова діяльність
Розділяючи наукові концепції Л. В. Громашевського і продовжуючи їх розвиток, І. М. Моргунов свої теоретичні і експериментальні дослідження присвятив вивченню реактивності організму в епідемічному процесі, обґрунтував важливе наукове положення про механізм зараження при різних інфекційних хворобах, що є початковим процесом взаємодії збудника інфекції і організму.
І. М. Моргунов і його учні вивчали епідеміологію та імунологію інфекційних хвороб, які спричинюють умовно-патогенні мікроорганізми (стафілокок, збудники правця, ботулізму та інше), створені експериментальні моделі аеробних та анаеробних інфекцій.
Комплексне вивчення вторинної ранової інфекції дозволило встановити рівні захворюваності, групи, час і чинники ризику, обґрунтувати роль ендогенної мікрофлори в розвитку цієї патології в умовах хірургічного стаціонару і в експерименті. Зокрема, проведеними дослідженнями виявлені закономірності імунних реакцій при виникненні і моделюванні ранової інфекції, що стало основою розробки методів їх діагностики і профілактики.
Розроблена методика удосконалення імунопрофілактики при інфекціях дихальних шляхів у формі інформаційно-пошукової системи з використанням перфокарт для планування і обліку масових щеплень, яка була удостоєна срібної медалі на виставці досягнень народного господарства у 1985 році.
Впровадив імунологічні методи дослідження в епідеміології, ввів на кафедрі нові теми занять з епідеміології з використанням цих методів, розробив навчальну програму з імунології.
І. М. Моргунов опублікував понад 200 наукових праць, в тому числі чотири монографії, підготував 10 докторів і 28 кандидатів наук, ним отримано 10 свідоцтв на винаходи.

## Пам'ять

меморіальна дошка

На корпусі Національного медичного університету 1 лютого 2007 року професору Моргунову встановлена гранітна меморіальна дошка.